# Niewydolność krążenia
Niewydolność krążenia (łac. insufficiaentia circulatoria) – patologiczne zmniejszenie przepływu krwi przez tkanki i narządy.

## Patomechanizm
- Niewydolność krążenia pochodzenia sercowego (niewydolność serca):
  - uszkodzenia włókien mięśnia sercowego
  - nadmierne obciążenie serca
  - zaburzenia rytmu serca
  - mechaniczne ograniczenie pracy serca
  - zaburzenia metaboliczne
  - upośledzenie mechanizmów regulujących pracę serca (nerwowych i humoralnych)
- Niewydolność krążenia pochodzenia obwodowego:
  - zmniejszenie ilości krwi krążącej
  - zaburzenia regulacji prawidłowego napięcia ściany naczyniowej
- Niewydolność krążenia o etiologii mieszanej

## Epidemiologia
W wieku przed 70. rż. niewydolność krążenia występuje u 1–4% populacji, natomiast po 70. rż. częstość występowania wzrasta do 10%. Niewydolność krążenia cechuje się bardzo dużą śmiertelnością – sięga 10% rocznie; w ciągu roku umiera 50% chorych w IV klasie NYHA; 50% z rozpoznaną niewydolnością krążenia nie przeżywa 5 lat.

## Stopnie niewydolności krążenia wedługNew York Heart Association
- I – bez dolegliwości przy zwykłych czynnościach, choroba serca bez niewydolności
- II – umiarkowane dolegliwości przy zwykłych czynnościach, upośledzenie wydolności fizycznej
- III – znaczne upośledzenie wydolności fizycznej widoczne przy zwykłych czynnościach
- IV – duszność spoczynkowa

Przeczytaj ostrzeżenie dotyczące informacji medycznych i pokrewnych zamieszczonych w Wikipedii.